# 47 Warsztaty Sprzętu Łączności i Ubezpieczenia Lotów
47 warsztaty sprzętu łączności i ubezpieczenia lotów – samodzielny pododdział łączności Wojska Polskiego.

## Odznaka pamiątkowa
Odznakę stanowi okrągła oksydowana srebrna tarcza  o wymiarach 35x35 mm wokół której znajdują się orbity trzech „elektronów”. Na orbitach umieszczone są też dwie
małe tarcze z numerem 47 i stylizowaną różą wiatrów  oraz biało-czerwona szachownica. W centralnej części odznaki połączone połówki oznak wojsk łączności i radiotechnicznych, a wokół nich na otoku napis WARSZTATY SPRZĘTU ŁĄCZNOŚCI I UL * POZNAŃ.
Odznakę zaprojektował Wiesław Kompf, a wykonana została  w pracowni grawerskiej Jarosława Jakubowskiego w Poznaniu.